# Osservatorio Nazionale di Atene
L'Osservatorio Nazionale di Atene (in greco moderno: Εθνικό Αστεροσκοπείο Αθηνών) è un osservatorio astronomico situato ad Atene. Fu fondato nel 1842 e inaugurato nel 1847.
Situato su uno dei picchi della Collina delle Ninfe, ha dato il nome al vicino quartiere di Asteroskopío.

## Storia
Intorno al 1840 il barone Georg Sinas, uomo d'affari greco-austriaco, decise di effettuare una donazione per lo sviluppo della scienza in Grecia. Su consiglio del suo amico Anton von Prokesch-Osten, allora ambasciatore d'Austria in Grecia, che conosceva il fisico e astronomo Georg Konstantin Vouris, destinò la donazione alla costruzione di un osservatorio astronomico. Vouris partecipò all'elaborazione del progetto dell'edificio, che fu affidato agli architetti Eduard Schaubert e Theophil Hansen. 
L'edificio fu completato nel 1846 e Vouris divenne il primo direttore dell'osservatorio. Nel 1855 Vouris si ammalò gravemente e si ritirò dall'attività; la posizione di direttore fu ricoperta temporaneamente da Ioannis Papadákis. Nel 1858 Johann Friedrich Julius Schmidt fu nominato nuovo direttore. Occupò la posizione fino al 1884, ma dopo il suo pensionamento rimase ad Atene per il resto della sua vita. Presso l'osservatorio, Schmidt fece più di 70.000 osservazioni di stelle variabili, studiò comete e meteore e scoprì due supernovae. 
Dopo Schmidt fu nominato direttore Demetrios Kokkidis. Nel 1890, dopo che i fondi della donazione di Sinas furono esauriti, l'osservatorio divenne proprietà dello Stato. Sotto la guida del nuovo direttore Demetrios Eginitis, l'osservatorio fu organizzato come centro di ricerca statale e furono ampliati i dipartimenti di meteorologia e sismologia, che integrarono il dipartimento di astronomia; ciascun dipartimento venne affidato ad un supervisore, coordinato dal direttore dell’osservatorio. Nel 1935 Stavros Plakidis, nominato supervisore del dipartimento di astronomia, si attivò per aprire una nuova sede fuori dalla città e nel 1937 fu inaugurata una stazione di osservazione a Penteli. 
Nel 1942 i tre dipartimenti dell’osservatorio furono rinominati istituti e nel 1950 fu aggiunto un quarto istituto, l'istituto di ricerca ionosferica.
Nel 1999 i quattro istituti dell'osservatorio furono riorganizzati e rinominati come segue:
- Istituto di Astronomia e Astrofisica
- Istituto per la ricerca ambientale e lo sviluppo sostenibile
- Istituto di Geodinamica
- Istituto per le applicazioni spaziali e il telerilevamento.